# Frontera entre Israel i el Líban
La frontera entre Israel i el Líban és la línia frontera que separa Israel del Líban.

## Història
El seu traçat ser elaborat per acord entre les potències mantadàries francesa (al Líban) i britànic (Mandat de Palestina) en 1923 després de la creació del Gran Líban en 1920, sobre la base dels acords Sykes-Picot que havien distribuït els àmbits d'influència d'aquestes dues potències en els territoris de l'antic Imperi Otomà.

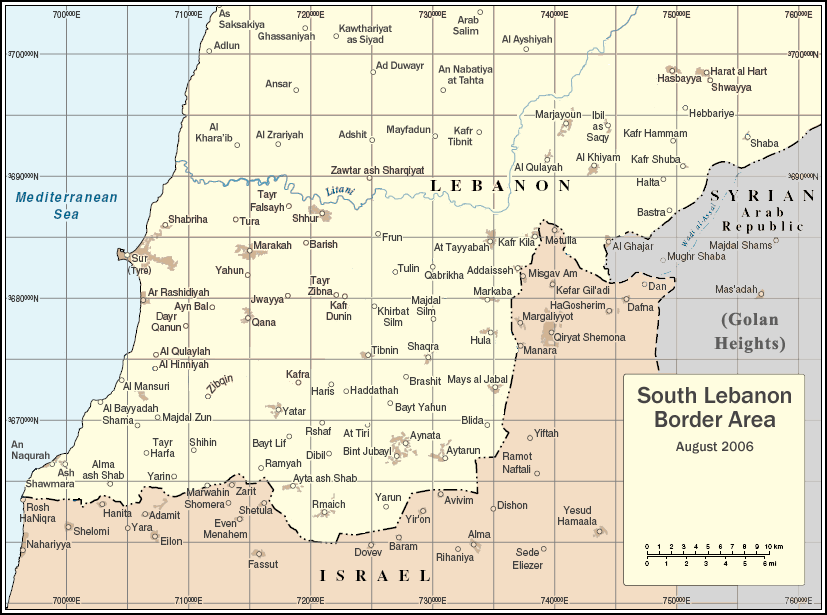
Mapa de l'ONU del Sud del Líban

Aquest traçat va ser confirmat en el moment de la partició de Palestina el 1947 per les Nacions Unides.
Tanmateix Israel es va annexionar, durant la guerra araboisraeliana de 1948 la Galilea, limítrof amb el Líban i que segons l'establert a la Resolució 181 de l'Assemblea General de les Nacions Unides havia de formar part de l'Estat Àrab. En 1949 es va signar un armistici entre Israel i el Líban en 1949 en una línia d'armistici que no era reconeguda com a frontera. Després de la retirada d'Israel del sud del Líban (que Israel va ocupar des de 1978 fins a 2000) l'ONU va procedir al traçat d'una Línia Blava de separació de bel·ligerants, no reconeguda formalment pel Líban com a frontera sud.
Israel també es va annexar els Alts del Golan en 1981 després de la seva conquesta a la Guerra dels Sis Dies en 1967. Les Granges de Xebaa, ubicades als alts del Golan, han estat reclamades pel Líban des de l'any 2000 d'acord amb Síria.
Com que el Líban no reconeix l'Estat d'Israel, no hi ha signat acords fronterers. La línia que separa els dos països és, per tant, la Línia Blava, una línia dibuixada el 2000 per l'ONU per registrar la retirada de les forces israelianes del sud del país.